# Cheile Glodului
Cheile Glodului alcătuiesc o arie protejată de interes național ce corespunde categoriei a IV-a IUCN (rezervație naturală de tip geologic, floristic și peisagistic), situată în județul Alba, pe teritoriul administrativ al comunei Almașu Mare.

## Localizare
Aria naturală se află în sud-estul Munților Metaliferi (grupă montană a Munților Apuseni, aparținând lanțului muntos al Carpaților Occidentali), în partea central-vestică a județului Alba (la limita teritorială cu județul Hunedoara) și cea nordică a localității Ardeu.

## Descriere
Rezervația naturală  a fost declarată arie protejată prin Legea Nr. 5 din 6 martie 2000 publicată în Monitorul Oficial al României Nr. 152 din 12 aprilie 2000 (privind aprobarea planului de amenajare a teritoriului național - Secțiunea a III-a -  arii protejate) și se întinde pe o suprafață de 20 de hectare.
Aria protejată este inclusă în situl Natura 2000 - Cheile Glodului, Cibului și Măzii și reprezintă o formațiune de tip chei (stâncării, abrupturi) săpate în calcare (atribuite perioadei jurasicului superior) de apele văii Ardeului (afluent de stânga al râului Geoagiu), izvoare, izbucuri, pajiști și fânețe, ce adăpostesc o gamă floristică variată, constituită din arbori, arbusti și specii ierboase.

## Atracții turistice
În vecinătatea rezervației naturale se află mai multe obiective de interes turistic (lăcașuri de cult, monumente istorice, arii protejate, zone naturale), astfel:

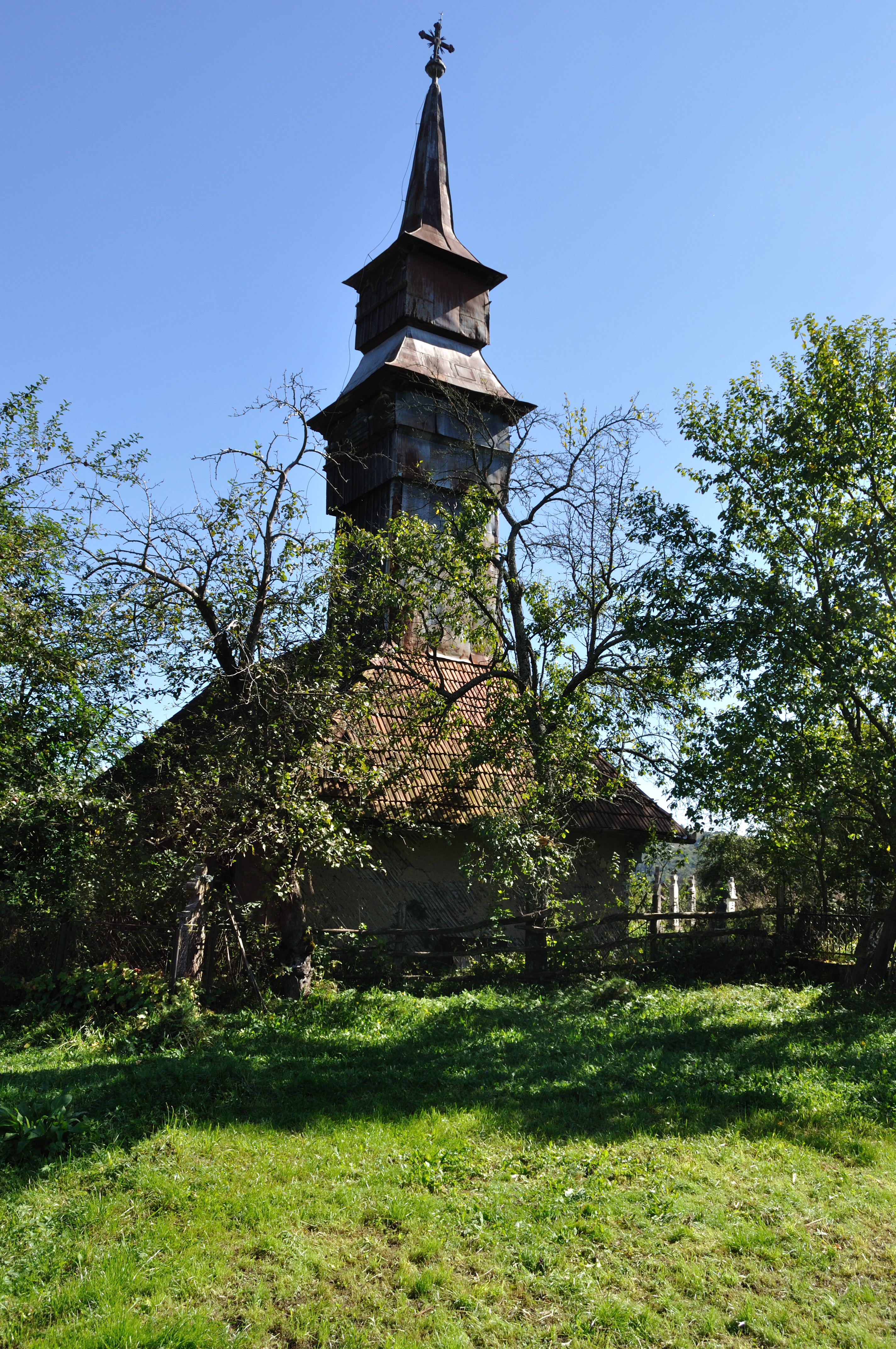
Biserica de lemn din Vălişoara

- Biserica de lemn „Schimbarea la Față” din satul Bunești, construită în anul 1872
- Biserica de lemn din Almașu Mic de Munte, construcție secolul al XVII-lea, monument istoric
- Biserica „Buna Vestire” din satul Almașu Mare, menționată documentar din 1418, monument istoric
- Biserica ortodoxă din satul Poiana, Hunedoara
- Biserica ortodoxă din satul Poienița, Hunedoara
- Biserica de lemn  "Sfinții Arhangheli Mihail și Gavriil" din satul Vălișoara, construcție secolul al XVIII-lea, monument istoric
- Rezervația naturală Cheile Madei (10 ha)
- Rezervația naturală Cheile Cibului (15 ha)